# 田畑猛雄
田畑 猛雄（たばた たけお、1938年1月15日 - 2020年1月11日）は、日本の俳優。奈良県出身。MC企画所属。

## 人物・略歴
関西芸術座出身。主に関西を拠点に活動。時代劇では東映京都や松竹京都制作作品への出演が多い。
また、渋い低音を活かしてナレーターやラジオドラマなどの分野でも活躍した。
特技は柔道とゴルフ。趣味はラグビー観戦。
2020年1月11日、老衰のため死去。81歳没。

## 出演

### テレビドラマ
- ダイヤル110番「護送車0724」（1964年、NTV）
- 近鉄金曜劇場 / 愛とこころのシリーズ「野菊の墓」（1965年、ABC）
- 銭形平次（CX / 東映）
  - 第16話「地獄の投げ銭」（1966年）
  - 第77話「江戸の野良犬」（1967年） - 九紋竜
  - 第142話「三千両の恋」（1969年） - 三吉
  - 第217話「金が敵」（1970年） - 松吉
  - 第239話「女の罠」（1970年） - 長太
  - 第252話「地獄街道」（1971年） - 伊佐新八郎
  - 第279話「旗本無頼」（1971年） - 半六
  - 第286話「お母んかんにん」（1971年） - 徳三郎
  - 第288話「明暗一筋切」（1971年） - 吉五郎
  - 第303話「州崎弁天横丁」（1972年） - 与七
  - 第350話「三人の牢破り」（1973年） - 五郎吉
  - 第373話「昨日の風が後を追う」（1973年） - 横這いの丑松
  - 第398話「はやて駕籠」（1973年） - 権次
  - 第422話「密告」（1974年） - 辰造
  - 第463話「燃える浮世絵」（1975年） - 新之助
  - 第515話「鬼っ引きの涙」（1976年） - 彰吉
  - 第579話「盗っ人志願」（1977年） - 多代勘十
  - 第620話「はぐれ絆」（1978年） - 新助
  - 第805話「八五郎に女房がいた!?」（1982年） - 仙蔵
  - 第831話「炎の殺人」（1982年） - 伊兵ヱ
  - 第851話「赤ん坊すりかえ事件」（1983年） - 巳之吉
- 用心棒シリーズ（NET / 東映）
  - 俺は用心棒
    - 第12話「木屋町非情」（1967年） - 菱屋
    - 第15話「だんだら染」（1967年） - 大室

  - 待っていた用心棒
    - 第4話「暗殺」（1968年） - 石田
    - 第17話「淀の川風」（1968年） - 荒川十兵ヱ

  - 帰って来た用心棒
    - 第7話「六角の闇から闇に」（1968年） - 村山十兵ヱ
    - 第31話「路地裏の宿」（1969年）

  - 用心棒シリーズ 俺は用心棒
    - 第3話「陽炎の宿」（1969年）
    - 第14話「青葉の中の娘」（1969年）
    - 第22話「ひぐらしの鳴く町」（1969年）
- 仮面の忍者 赤影 第13話「大魔像破壊作戦」（1967年、KTV / 東映） - 楠木
- 水戸黄門（TBS・C.A.L）
  - 第1部 第22話「決闘・砂塵の宿・金津」（1969年12月29日） - 辰造
  - 第4部
    - 第15話「津軽哀歌・青森」（1973年4月30日） - 又蔵の子分
    - 第31話「仇討無用・日光」（1973年8月20日） - 奉行所役人

  - 第6部
    - 第9話「偽黄門さまの助太刀・福岡」（1975年5月26日） - 津上の側近
    - 第12話「宍道湖慕情・松江」（1975年6月16日） - 行商人姿の男

  - 第7部 第27話「真実に命をかけて・松本」（1976年11月22日） - 青木
  - 第8部
    - 第11話「風車に賭けた恋・桑名」（1977年9月26日） - 鳥飼半六
    - 第23話「黄門さまは時の氏神 -大洲-」（1977年12月19日） - 役人

  - 第9部
    - 第9話「黄門さまの父子裁き・弘前」（1978年10月2日） - 下役人
    - 第11話「過去をもつ男・酒田」（1978年10月16日） - 八木

  - 第10部
    - 第15話「京の都の悪退治・京」（1979年11月19日） - 同心
    - 第20話「名工二代志野茶碗・多治見」（1979年12月24日） - 柏木軍蔵

  - 第11部
    - 第3話「悲願を賭けた砲術くらべ・米沢」（1980年9月1日） - 番士
    - 第10話「北の岬の仇討・八戸」（1980年10月20日） - 藤井昌伸

  - 第12部 第25話「嘘を承知で親孝行・富岡」（1982年2月15日） - 倉持陣十郎
  - 第13部 第14話「暖簾を救った身代り女房・堺」（1983年1月17日） - 同心
  - 第14部 第27話「殿様を泣かせた娘・勝山」（1984年4月30日） - 野本
  - 第15部
    - 第19話「父娘救った主君の鎧・備中松山」（1985年6月3日） - 前岡
    - 第39話「野望砕いた江戸城の対決・江戸」（1985年10月21日） - 坂田彦十郎

  - 第16部
    - 第6話「敵と呼ばれた助三郎・島田」（1986年6月2日） - 小出
    - 第23話「涙で誓った盗っ人仁義・長岡」（1986年9月29日） - 役人
    - 第29話「鬼面に隠れた忠義の心・盛岡」（1986年11月10日） - 稲村三平
    - 第36話「めざす敵は瓜二つ・白河」（1986年12月29日） - 与力

  - 第17部 第2話「血染めの直訴状・八王子」（1987年8月31日） - 八州見廻り役
  - 第18部 第6話「めざす敵は領主様・佐野」（1988年10月17日） - 小松屋の番頭
  - 第21部
    - 第5話「恩讐越えた恋人形・三次」（1992年5月4日） - 与力
    - 第24話「義賊隼小僧の恩返し・金沢」（1992年9月14日） - 金兵衛

  - 第22部
    - 第15話「牢屋に入った黄門様・広島」（1993年8月23日） - 岡部重蔵
    - 第22話「出雲の蕎麦は恋の味・出雲」（1993年10月11日） - 藤代源太夫
    - 第36話「花のお江戸の大掃除・江戸」（1994年1月24日） - 大目付

  - 第23部
    - 第22話「白いお髭の意地比べ・萩」（1995年1月9日） - 黄不動の沖蔵
    - 第32話「酒にのまれて人殺し・兵庫」（1995年3月20日） - 勝田忠左衛門

  - 第24部
    - 第22話「冤罪晴らす復讐の刃・敦賀」（1996年2月19日） - 神山将監
    - 第32話「追われた男の恩返し・盛岡」（1996年5月6日） - 追間重信

  - 第25部 第40話「天から降って来た娘・白河」（1997年10月6日） - 卍屋
  - 第27部
    - 第17話「殿に教えた米の味・象潟」（1999年7月12日） - 堀川修理
    - 第29話「不良娘が流した涙・行田」（1999年10月11日） - 加納屋重兵衛

  - 第28部
    - 第8話「始末屋泣かせる参勤交代・浜松」（2000年5月1日） - 徳兵衛
    - 第33話「母子の再会涙の白洲・赤間関」（2000年11月13日） - 大野監物

  - 第30部 第20話「新妻お娟の大奮闘・唐津」（2002年5月27日） - 相沢総十郎
  - 第36部
    - 第12話「母と呼ばせた大相撲・出雲」（2006年10月23日） - 二階堂主馬
    - 第19話「浪花娘情けの恩返し・高野山」（2006年12月11日） - 不動坂の浪六

  - 第37部 第17話「育ての母、涙の決心・一関」（2007年7月30日） - 北見屋万兵衛
  - 第40部 第20話「見たか江戸っ子の心意気・江戸」（2009年12月21日） - 甚兵衛
- 天を斬る 第9話「しぐれの町」（1969年、NET / 東映） - 加倉井大三郎
- 素浪人 花山大吉（NET / 東映）
  - 第70話「味方の中に敵がいた」（1970年） - 鬼権（雲助）
  - 第93話「腕白小僧が知っていた」（1970年） - 浅川一家のヤクザ
- 燃えよ剣（NET / 東映）
  - 第9話「京 三条 池田屋」（1970年） - 宮部鼎蔵
  - 第22話「流離の日」（1970年） - 香川敬三
- 白雪劇場（KTV）
  - 江戸の紅葵（1970 - 1971年） - 関鉄之助
  - 大久保彦左衛門 第2話（1973年）
- さむらい飛脚 第8話（1971年、NET / 東映）
- 木枯し紋次郎 （CX / C.A.L）
  - 第11話「龍胆は夕映えに降った」（1972年）
  - 第22話「地獄を嗤う日光路」（1972年）
  - 第27話「錦絵は十五夜に泣いた」（1973年）
  - 第34話「和田峠に地獄火を見た」（1973年）
- 必殺シリーズ（ABC・松竹）
  - 必殺仕掛人
    - 第15話「人殺し人助け」（1972年） - 竪川の寅
    - 第19話「理想に仕掛けろ」（1973年） - 浪士 石田

  - 必殺仕置人 第13話「悪いやつほどよく見える」（1973年） - 原田
  - 助け人走る
    - 第2話「仇討大殺陣」（1973年） - 松田
    - 第22話「父子大相剋」（1974年） - 斎藤孫七郎
    - 第32話「偽善大往生」（1974年） - 勘吉

  - 暗闇仕留人
    - 第8話「儲けて候」（1974年） - 田所
    - 第19話「乗せられて候」（1974年） - 大門弥三郎

  - 必殺必中仕事屋稼業第6話「ぶっつけ勝負」（1975年） - 弥八
  - 必殺仕置屋稼業
    - 第1話「一筆啓上地獄が見えた」（1975年） - 同心 坂井
    - 第8話「一筆啓上正体が見えた」（1975年） - 銀次
    - 第17話「一筆啓上裏芸が見えた」（1975年） - 紋次
    - 第27話「一筆啓上大奥が見えた」（1976年） - 細川頼母

  - 必殺仕業人
    - 第6話「あんたこの裏切りどう思う」（1976年） - 浅吉
    - 第24話「あんたこの替玉どう思う」（1976年） - 八十吉

  - 新・必殺仕置人
    - 第6話「偽善無用」（1977年） - 伝次
    - 第14話「男狩無用」（1977年） - 芳三
    - 第23話「訴訟無用」（1977年） - 猫八
    - 第39話「流行無用」（1977年） - 高田

  - 必殺商売人
    - 第6話「手折られ花は怨み花」（1978年） - 井本兵衛
    - 第12話「裏口を憎む男にない明日」（1978年） - 真木勝宏

  - 必殺からくり人・富嶽百景殺し旅 第1話「江戸日本橋」（1978年） - 佐吉
  - 翔べ! 必殺うらごろし 第12話「木が人を引き寄せて昔を語る」（1979年） - 野口頼母
  - 必殺仕事人
    - 第3話「仕事人危うし!暴くのは誰か?」（1979年） - 田口
    - 第17話「鉄砲で人を的にした奴許せるか?」（1979年）- 仁吉

  - 必殺仕舞人 第9話「女泣かせた鹿児島おはら節 -鹿児島-」（1981年） - 高倉軍兵衛
  - 新・必殺仕事人 第22話「主水浮気する」（1981年） - 駒形屋
  - 新・必殺仕舞人 第11話「化け猫騒ぎはのんのこ節」（1982年）
  - 必殺仕事人III 第29話「老眼鏡を買わされたのは主水」（1983年）- 高木権之進
  - 必殺仕切人 第3話「もしもお江戸にピラミッドがあったら」（1984年） - 綿貫
  - 必殺仕事人V
    - 第7話「主水、生体解剖に腰を抜かす」（1985年） - 仙三
    - 第25話「主水、源氏と平家に泣かされる」（1985年） - 重兵衛

  - 必殺仕事人V・激闘編 第29話「主水、まっ青に染められる」（1986年） - 松倉典膳
  - 必殺仕事人V・旋風編 第6話「せん、りつ、カチンカチン体操をする」（1986年） - 殿村主記
  - 必殺仕事人V・風雲龍虎編 第16話「白か黒か大商人誘拐騒動」（1987年） - 彦坂
  - 必殺仕事人・激突!
    - 第7話「江戸繁盛の裏の顔」（1991年） - 十文字屋
    - 第21話「最後の大仕事」（1992年） - 相模屋利平

  - 必殺仕事人2009 第15話「昔の女」（2009年） - 藤兵衛
- 遠山の金さん捕物帳（NET / 東映） ※中村梅之助版
  - 第29話「やくざに泣く女」（1971年） - 松吉
  - 第32話「お蚕ぐるみの女」（1971年） - 権次
  - 第61話「母と名のれない女」（1971年） - 源太
  - 第106話「女房と二度別れた男」（1972年） - 与力
  - 第134話「過去を失った男」（1973年）
  - 第144話「海の向こうから来た女」（1973年）
- 新十郎捕物帖 快刀乱麻 第1話「売る符は狼大明神」（1973年、ABC）
- 江戸を斬る（TBS / C.A.L）
  - 江戸を斬る 梓右近隠密帳 第23話「浪人無惨」（1974年）
  - 江戸を斬るII
    - 第18話「忠治、江戸に現わる」（1976年） - 茂三郎
    - 第19話「桜吹雪が闇に舞う」（1976年） - 役人

  - 江戸を斬るIII
    - 第3話「金四郎の縁談」（1977年） - 供侍
    - 第22話「人を見て法を説け」（1977年） - 板前

  - 江戸を斬るV 第24話「瞼の母は女掏摸」（1980年） - 最上正英
  - 江戸を斬るVI 第26話「掏った財布が無実の証」（1981年） - 菅谷六郎太
  - 江戸を斬るVII 第11話「お京誘拐御用旅」（1987年） - 多田安次郎
  - 江戸を斬るVIII 第10話「仇討ち悲願の若旦那」（1994年） - 板倉典膳
- 大岡越前（TBS / C.A.L）
  - 第4部 第10話「大江戸無法地帯」（1974年） - 賭場の客
  - 第5部
    - 第3話「欲しかった思い遣り」（1978年） - 吟味与力
    - 第5話「襲われた目撃者」（1978年） - 吟味与力

  - 第10部 第26話「辻斬り三葉葵の陰謀」（1988年）
  - 第14部 第17話「命を懸けた贋金探索」（1996年） - 奥田官兵衛
- 影同心II 第11話「（秘）能舞台鬼の花道」（1975年、MBS / 東映） - 典政
- 遠山の金さん（NET / 東映） ※杉良太郎版
  - 第1シリーズ
    - 第24話「消えた飛脚を探せ!!」（1976年） - 島田
    - 第38話「消えた姫君を追え!!」（1976年） - 平田
    - 第49話「独楽が廻れば鬼が泣く」（1976年）- 徒目付 近藤文平
    - 第66話「危険も二倍の賭けで死ね!」（1977年）- 浜造
    - 第95話「殺しが呼んだ恋月夜」（1977年） - 潜りの政吉

  - 第2シリーズ
    - 第8話「女が渡った泪橋」（1979年） - 田所
    - 第27話「裏切り」（1979年） - 鈴井新兵ヱ
- お耳役秘帳 第11話「隠密妻無残」（1976年、KTV / 歌舞伎座テレビ） - 定吉
- 夫婦旅日記 さらば浪人 第17話「群狼の街」（1976年、CX / 勝プロダクション）
- 桃太郎侍（NTV / 東映）
  - 第24話「鬼奉行を消せ」（1977年） - 金子
  - 第45話「からくり武士道」（1977年） - 高塚
  - 第65話「桃太郎一家のお正月」（1978年） - 二代目甚内
  - 第109話「笛吹き若様町人志願」（1978年）
  - 第118話「江戸っ子娘に春が来た」（1979年）
  - 第244話「義賊の恋」（1981年）
- 新木枯し紋次郎 第6話「三途の川は一人で渡れ」（1977年、12ch / C.A.L）
- 横溝正史シリーズII 八つ墓村 第1話（1978年、MBS / 大映）
- 暴れん坊将軍シリーズ（ANB / 東映）
  - 吉宗評判記 暴れん坊将軍
    - 第23話「怒れ!! 魚河岸野郎」（1978年） - 中山出雲守
    - 第66話「だるまが笑った上州路」（1979年） - 清兵衛
    - 第206話「泣くな太郎吉! 男の子」（1982年） - 大沼将監

  - 暴れん坊将軍II
    - 第25話「叶わぬ夢のふたり酒」（1983年） - 藤木屋
    - 第44話「必殺! 顔のない男」（1984年） - 河合源吾
    - 第73話「暴走! 哀しき愚連隊」（1984年） - 左兵衛
    - 第101話「吉宗 越前 白洲の対決!」（1985年） - 沼田一平
    - 第172話「め組が消えた異変街道!」（1986年） - 今川仙十郎
    - SP「燃える江戸城! 男たちの一番纏!」（1987年） - 寺内軍蔵

  - 暴れん坊将軍III
    - 第27話「罠にかかった女」（1988年） - 利助
    - 第42話「お庭番を愛した女」（1988年） - 坂本

  - 暴れん坊将軍IV
    - 第1話「ご生母、謎の失踪! 吉宗、江戸城決戦春一番!!」（1991年） ※スペシャル
    - 第46話「男一匹! め組の紋次郎が燃えた!!」（1992年） - 赤木
    - 第71話「謎! 流人船、いずこへ」（1992年） - 的場左門

  - 暴れん坊将軍V
    - 第1話「大雪原の血煙り、吉宗を愛した復讐鬼!」（1993年） - 望月多聞  ※スペシャル
    - 第27話「天下御免の偽十手」（1993年） - 西国屋徳兵衛
    - 第36話「争奪! 石田三成の密書」（1994年） - 利兵衛

  - 暴れん坊将軍VI 第28話「姉とおとうと」（1995年） - 三国屋伍兵衛
- 風鈴捕物帳 第13話「雨中に消えた直訴状」（1979年、ANB / 東映）
- 裸の大将（関西テレビ・東阪企画） - バス運転手、警官役など。
- 服部半蔵影の軍団 （1980年、KTV / 東映）第8話「潜入! 大奥の昼と夜」- 駿河屋佐平
- ゆるしません!（1980年 - 1981年、関西テレビ・フジテレビ）- 井沢捜査二課課長
- 旅がらす事件帖 第21話「寒い国の死刑台」（1981年、KTV / 国際放映） - 又造
- 江戸の用心棒 第15話「喪服の花嫁」（1981年、フジテレビ・東宝・映像京都） - 森山仙十郎
- 気になる天使たち 第3話（1981年、フジテレビ・東宝） - ホテル支配人
- ザ・ハングマン シリーズ（ABC / 松竹芸能）
  - ザ・ハングマン 第47話「生か死か!? ドラゴン危うし」（1981年）
  - ザ・ハングマンII 第18話「さらわれた女子大生 救出トンビ作戦」（1982年） - 高森刑事
- 火曜サスペンス劇場 / 松本清張の花氷（1982年、NTV / 松竹）
- 先生お・み・ご・と!（1982年、関西テレビ・フジテレビ） - 桃山雄吉
- 時代劇スペシャル / 荒木又右衛門 決闘鍵屋の辻（1982年、CX / 東映）
- 源九郎旅日記 葵の暴れん坊 第29話「哀れ! 小判の雨に死す」（1982年、ANB / 東映） - 川村徳兵衛
- 長七郎天下ご免! 第108話「見ざる言わざる父娘（おやこ）ざる」（1982年、ANB / 東映） - 寅造
- 眠狂四郎無頼控 第1話「殺さないで私の子を 異人妻の絶叫!」（1983年、TX / 歌舞伎座テレビ） - 備前屋
- 新・女捜査官 最終話「ライフル魔に監禁された料理教室の女達」（1983年、ABC / テレパック）
- 新・なにわの源蔵事件帳 第2話「人力車は往く」（1983年、NHK）
- ザ・サスペンス 十津川警部シリーズ 第4作 「下り特急「富士」殺人事件」（1983年、大映テレビ） - 三上
- 木曜ゴールデンドラマ「女系家族」（1984年1月5日、YTV / 東阪企画）
- 長七郎江戸日記（NTV / ユニオン映画）
  - 第1シリーズ 第21話「母恋草」（1984年3/13） - 榊原
  - 第1シリーズ 第40話「風魔一族の陰謀」（1984年） - 今井
  - 第1シリーズ 第47話「柳生の陰謀」（1984年） - 酒巻弥十郎  ※スペシャル
  - 第1シリーズ 第61話「壁際族の反乱」（1985年） - 奥野新九郎
  - 第1シリーズ 第75話「母は敵か?! 正雪の陰謀」（1985年） - 岡林  ※スペシャル
  - 第1シリーズ 第95話「あで姿回り舞台」（1986年） - 玉木屋
  - 第2シリーズ 第41話「泣くな! 妹よ」（1989年） - 市助
  - 第2シリーズ 第63話「影のある女」（1989年） - 丸橋伊兵衛
  - 第3シリーズ 第17話「春遠からじ」（1991年2月19日） - 神原輿太夫
- 西部警察 PART-III 第50話「爆発5秒前! 琵琶湖の対決 -大阪・大津篇- 」(1984年） - ステーキレストラン「シャロン」社長
- 怪人二十面相と少年探偵団II 第7回（1984年） - 金森博士
- 土曜ワイド劇場
  - 京都殺人案内11 美人社長誘拐さる!（1985年10月、ABC / 松竹） - 船村
  - 京都の芸者弁護士2・恥じらうビーナス連続殺人!（1998年7月25日） - 勝次
  - 新・赤かぶ検事奮戦記13 氷見〜高山ブリ街道連続殺人事件!（2002年、ABC / 松竹） - 赤木喜三郎
  - 京都の女庭師風水探偵さくら子2 開運豪邸遺産相続殺人（2002年、ABC / トスカドメイン） - 山村宗一郎
  - 京都のテミス女裁判官2 美人判事を襲う夫殺しの罠!チカン裁判不連続殺人事件（2004年、ABC / 松竹）
  - 温泉 (秘) 大作戦2 大分佐賀関で海の奇跡関サバをゲットせよ（2005年、ABC / トレンド） - 北原勇吉
- 太陽にほえろ! PART2 第11話「神戸・愛の暴走」（1987年）  - 宝石店店主
- 若大将天下ご免! 第24話「初恋探し上州路!」（1987年、テレビ朝日） - 鬼頭玄蕃
- 名奉行 遠山の金さん 第1シリーズ 第16話「花嫁衣裳が泣いた」（1988年、ANB / 東映） - 粂蔵
- 続続・三匹が斬る! 第1話「帰ってきた三匹!九州路、取るは天下かはたまた夢か」（1990年）  - 平形屋徳兵衛 ※スペシャル
- あばれ八州御用旅（TX / ユニオン映画）
  - 第2シリーズ 第3話「みちのく母娘二人旅」（1991年） - 陣内竜五郎
  - 第2シリーズ 第7話「地獄へ送る一万両」（1991年） - 早川甚内
  - 第2シリーズ 第25話「凄絶! 新兵衛死す」（1991年） - 時津屋甚助
- 月曜ドラマスペシャル / 忠治旅日記 （1992年、TBS） - 元村
- 八百八町夢日記 第2シリーズ 第22話「翔べ! 見習同心」（1992年、日本テレビ・ユニオン映画） - 河村七十郎
- 喧嘩屋右近（TX / 松竹）
  - 第1シリーズ 第3話「美女救出! 江戸城大奥に潜入せよ」（1992年）
  - 第2シリーズ 第1話「女房も貸します、喧嘩屋稼業」（1993年）
- 付き馬屋おえん事件帳 第2シリーズ 第12話「吉原を潰せ!」（1993年、テレビ東京・松竹）
- 12時間超ワイドドラマ（TX / 東映）
  - 織田信長（1994年） - 林秀貞
  - 忠臣蔵〜決断の時（2003年） - 藤井又左衛門
- 連続テレビ小説（NHK）
  - ぴあの（1994年）
  - だんだん（2008年） - 北島章三
- 土曜ドラマ 妻よ（1994年、NHK）
- 江戸の用心棒 第28話「男芸者が命を賭けた!」（1995年、NTV） - 林図書
- 金田一耕助の傑作推理 呪われた湖（1996年、TBS・東阪企画） - 西神順三
- 剣客商売（フジテレビ / 松竹）
  - 第1シリーズ 第3話「まゆ墨の金ちゃん」（1998年） - 伊藤彦大夫
  - 第4シリーズ 第1話「陽炎の男」（2003年） - 和泉屋
  - 第5シリーズ 第4話「狐雨」（2004年） - 杉本又左衛門
  - 剣客商売スペシャル「決闘・高田の馬場」（2005年） - 和泉屋吉右衛門
- はんなり菊太郎（NHK）
  - 第1シリーズ 第1話（2002年）
  - 第2シリーズ 第6話（2004年） - 伊賀屋
- 夜桜お染 第5話「間違えられた男」（2003年、CX / 映像京都） - 音羽の伝五郎
- アイム ホーム 遥かなる家路 （2004年、NHK） - 家路士郎
- ドラマ30 いのちの現場から（MBS）
- 土曜ドラマスペシャル 真珠湾からの帰還 〜軍神と捕虜第一号〜（2011年、NHK） - 老農夫
- 松本清張 球形の荒野 （2014年、BS日テレ） - 岡野
- 医師 問題無ノ介（2014年、BeeTV） - 山菜売りの老人
- 月曜ゴールデン 遺品整理人 谷崎藍子5 〜遺体なき殺人〜（2015年、TBS） - 36年前の捜査員

### 映画
- 海の若大将（1965年、東宝） - 古川
- 妖婆（1976年、松竹）
- 兎の眼（1979年、共同映画） - 草下先生
- 影の軍団 服部半蔵（1980年、東映京都） - 永井信濃守
- 流転の海（1990年、東宝） - 髭男
- 最後の忠臣蔵（2010年、角川映画）

### その他のテレビ番組
- 知る楽 歴史は眠らない（NHK教育テレビ）
  - 暗い時代こそ笑いとばせ!（2009年）
    - 第1回「反骨・路上芸人の歌」
    - 第3回「戦時下のエノケン・ロッパ」

### ナレーション
- 闇を斬る!大江戸犯科帳（1993年3月 - 12月放送、日本テレビ・ユニオン映画）
- あばれ八州御用旅（1994年4月 - 6月放送、テレビ東京・ユニオン映画）

### テレビアニメ
- チエちゃん奮戦記 じゃりン子チエ（1991年10月 - 1992年10月放送、毎日放送） - レイモンド飛田

### ラジオドラマ
- ラジオ文芸劇場「飢える故郷」（1973年、NHKラジオ第一放送）
- NHKFMシアター
  - 「奇妙な航海」（1978年） - 椹仁吉一等兵
  - 「ユダヤの人形使い」（1986年） - シュワルツ・コップフ
  - 「お父ちゃんの金の斧」（2000年） - 斎藤部長
  - 「島の密航先生」（2009年） - 龍野

### CM
- メモリアルアートの大野屋
- 福屋工務店（熱意の傘編　仕事が早いとは編　熱意をもって編）
- 食堂ビルドウトン

### ビデオ
- 首領への道1白虎会幹事長大津峰夫
- 首領への道16黒潮観光開発社長篠原武実
- 首領への道21剛勇会組長中村清太郎
- 首領への道22剛勇会組長中村清太郎

### 舞台
- 裸の大将（芦屋雁之助公演）
- 吉本興業創業100周年記念「吉本百年物語」7月公演「笑う門には、大大阪」（2012年）」